# 陳遘
陳遘（1090年—1127年），字亨伯，湖南永州零陵人。

## 生平
二十一歲舉進士，知莘縣。官至东南七路经制使。宣和年间，爆發方臘之亂，陈遘時任淮南发运使，奏陈徽宗，上始知乱事，又因軍費不足，陈遘建議徵收特別捐，多來自賣酒、賣田的税收，稱為經制錢。
靖康元年（1126年）秋，金兵進攻河間（今河北地區），陈遘任兵马元帅，坚壁固守中山（今定州保定县）半年之久。钦宗即位後，加授资政殿学士，光禄大夫。金兵带着太上皇宋徽宗，让宋徽宗命令陈遘投降，陈遘痛哭：“陛下为什么到这里了？”提辖沙振（一作沙贞）认为这不是宋徽宗而是金人的诡计，率众乘夜持刀入營，盡殺陳家十七口，自己守中山。陳遘子陈锡因为护卫父亲，一并被杀。

## 家族
先祖自江寧遷徙永州。
有弟陳適。

## 評價
- 顾炎武 《读〈宋史·陈遘〉》指出：“然则宋之所以亡，自经总制钱，而此钱之兴，始於亨伯。”“其后，叶正则作《外稿》，谓必尽去经总钱，而天下乃可为，治平乃可望也。”